# Nais Lago
Nais Lago, pseudonimo di Nais Lagattolla (Fiume, 25 febbraio 1914 – Lavagna, ...), è stata un'attrice italiana.

## Biografia
Nata nella città di Fiume (l'attuale Rijeka), all'interno del Regno d'Ungheria, fuggì in Italia con la famiglia come un gran numero di suoi conterranei.

### Cinema e teatro
Dopo avere completato gli studi liceali a Trieste si trasferì a Roma, dove esordì cinematograficamente nel 1934 in due piccoli ruoli in Seconda B di Goffredo Alessandrini e in 1860 di Alessandro Blasetti. Successivamente frequentò il Centro sperimentale di cinematografia, diplomandosi nel 1936..
Esperienze teatrali importanti furono nella stagione 1939-40 nella Compagnia Giro artistico Cesare diretta da Giovacchino Forzano  e a partire dal novembre 1941 nella Compagnia di prosa del Teatro delle Arti di Roma, diretta da Anton Giulio Bragaglia. Nel 1944 partecipò al film Scadenza trenta giorni di genere comico-sentimentale, prodotto a Torino.
Nel dopoguerra fu maggiormente attiva in ambito teatrale  , come membro di importanti compagnie come quelle di Antonio Gandusio e di Giovacchino Forzano, mentre l'attività in ambito cinematografico e televisivo fu più discontinua.. A gennaio 1945 aveva partecipato ad una piacevole commedia in onore di Gandusio, Il vecchio ragazzo, al teatro Carignano di Torino e dal settembre 1947 fece parte della Compagnia di Maria Melato e Piero Carnabuci.
Nel 1951 recitò a fianco di Emma Gramatica in La Flamme sacrée, commedia di Somerset Maughan, al Teatro Gramont di Parigi, interpretando l'infermiera Alice in modo appassionato e seducente.. Interpretò poi nel 1952 il ruolo della cameriera Bianca in L'attesa dell'angelo  con la compagnia di Ruggero Ruggeri. Lavorò con il Teatro Stabile di Torino in vari allestimenti, tra cui Antigone di Jean Anouilh nella stagione 1955-56 nel ruolo di Ismene e Il sogno di August Strindberg nella stagione 1969-70, nel ruolo di Kristin, e in allestimenti teatrali trasmessi in televisione dalla Rai.
Nel 1958 sul palcoscenico del Teatro Sant'Erasmo, accanto a Gian Maria Volonté, recitò in Il castello  di F. Kafka con la regia di Arardo Spreti. Nel 1960 sul palco del Teatro Nuovo di via Giustiani a Trieste interpretò la Prima attrice in Sei personaggi in cerca d'autore con la regia di Giuseppe Di Martino e al Teatro del Convegno di Milano nel 1966 fu accanto a Elsa Merlini in La veggente di A. Roussin con la regia di Carlo Di Stefano. Nel 1975 recitò in Zio Vanja, regia di Virginio Puecher con la Compagnia degli Associati.
Fu sposata all'attore e calciatore Antonio Marietti, e dopo la fine del matrimonio nel 1950 fu compagna dell'attore Luciano Alberici.

## Filmografia

### Cinema
- 1860, regia di Alessandro Blasetti (1934)
- Seconda B, regia di Goffredo Alessandrini (1934)
- Tutta la vita in una notte, regia di Corrado D'Errico (1938)
- Cenerentola e il signor Bonaventura, regia di Sergio Tofano (1941)
- Scadenza trenta giorni, regia di Luigi Giacosi (1945)
- Peppino e la vecchia signora, regia di Emma Gramatica e Piero Ballerini (1954)
- Anno uno, regia di Roberto Rossellini (1974)
- Travolto dagli affetti familiari, regia di Mauro Severino (1978)

### Televisione
- Il romanzo di un giovane povero, regia di Silverio Blasi (1957)
- Oblomov, regia di Claudio Fino (1966)
- I promessi sposi, regia di Sandro Bolchi (1967)
- Vivere insieme – serie TV, episodio Alfredino, regia di Fulvio Tolusso (1967)
- Le mie prigioni, regia di Sandro Bolchi (1968)
- Il giocatore di scacchi, regia di Lydia C. Ripandelli – film TV (1968)
- Vivere insieme – serie TV, episodio Un caso di cronaca, regia di Giuseppe Fina (1969)
- Una pistola in vendita, regia di Vittorio Cottafavi – serie TV (1970)
- Sorelle Materassi, regia di Mario Ferrero – miniserie TV (1972)
- Philo Vance, regia di Marco Leto – miniserie TV  (1974)
- Sotto il placido Don, regia di Vittorio Cottafavi – miniserie TV (1974)
- La contessa Lara, regia di Dante Guardamagna – miniserie TV (1975)
- Rosso veneziano, regia di Marco Leto – miniserie TV (1976)
- Madame Bovary, regia di Daniele D'Anza – miniserie TV (1978)
- Con gli occhi dell'Occidente, regia di Vittorio Cottafavi – miniserie TV (1979)

## Prosa televisiva Rai
- Una donna senza importanza, regia di Silverio Blasi (1956)
- Ma non è una cosa seria, regia di Daniele D'Anza (1957)
- Fedra, regia di Corrado Pavolini (1957)
- Passo falso, regia di Vittorio Cottafavi (1959)
- Il conte Aquila, regia di Sandro Bolchi (1959)
- Un marito ideale, regia di Sandro Bolchi (1959)
- Veder grande, regia di Claudio Fino (1959)
- Carlotta Löwensköld, regia di Eros Macchi (1960)
- Rancore, regia di Claudio Fino (1962)
- Notturno a New York, regia di Giuseppe Di Martino (1963)
- Un albergo tra i monti, regia di Silverio Blasi (1965)